# 吳正志
吴正志（1562年—1617年），原名吴秉忠，字之矩，号澈如，直隶宜兴县人，吴达可子。

## 生平
萬曆十三年（1585年）乙酉科應天府鄉試舉人，十七年（1589）年己丑科进士。工部觀政，八月授刑部山东司主事，十二月因疏论吏科給事中李春開，又语侵吏科都給事中陳與郊，与郊又疑其受吏科給事中史孟麟指使，于是同官互相持辩，屡疏交击，引起台谏诸臣群起欲攻正志，神宗下旨以正志肆口妄言，回奏又遮餙支吾，全无指实，降极边方杂职，不许朦胧推用。遂贬宜君县典史，升饒州府推官，二十一年升礼部主事，二十二年告病。曾于无锡东林书院讲学。三十四年起补原职，三十五年升礼部员外郎，七月升光禄寺丞，三十六年二月与部臣汪元功、黄汝亨、黄一腾等相讦，八月降一级調外任，降为湖州府推官，三十八年升南京刑部主事，四十年升郎中，四十一年升江西湖西道佥事，四十三年患病辞官。
吴正志与董其昌是同科進士，相交莫逆，董曾为吴正志作《雲起樓圖》、《荆溪招隐图》等畫作。

## 家族
曾祖吴俭，贈光禄寺署丞。祖父吴𬳶，贈知县；本生祖父吴骙，通判。父吳達可，丁丑進士，任通政使。
吴正志娶萬士和之女，有三子吳洪亮、吳洪昌、吳洪裕。
吳正志曾購得《富春山居圖》，傳予其子吳洪裕。吴洪裕专门建了“富春轩”安置《富春山居图》，室内名花、名酒、名画、名器，皆为《富春山居图》而设。死前还想烧了这幅画殉葬。幸好他的侄子吴静庵抢出正在点火烧《富春山居图》，不过，自此《富春山居图》成了一大一小两段。 。